# Josef Thorak

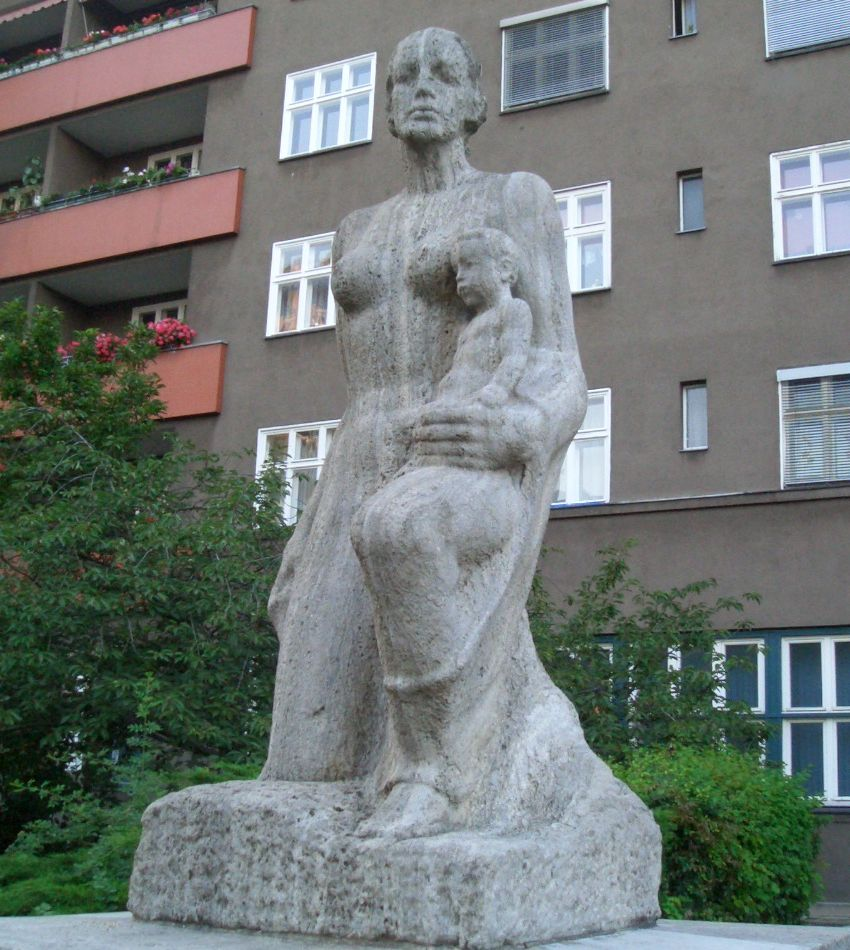
Heim (Hogar), obra Josef Thorak de 1928, ahora emplazada en Charlottenburg, Alemania.

Josef Thorak (7 de febrero de 1889, Salzburg, Austria - 26 de febrero de 1952, Hartmannsberg, Baviera) fue un escultor austro-alemán. Es conocido por sus "grandiosos monumentos".

## Biografía
La reputación de Thorak fue establecida en 1922 cuando creó Der sterbende Krieger (El Guerrero Muriéndose), una estatua en memoria de los muertos de la I Guerra Mundial en Stolpmünde.
En 1933, Thorak se unió a Arno Breker como uno de los dos "escultores oficiales" del Tercer Reich. En su estudio con aprobación oficial a las afueras de Múnich, Thorak trabajó en estatuas destinadas a representar la vida folclórica de Alemania bajo el gobierno nazi; estas obras tendían a tener una escala heroica, hasta de 20 metros de altura. Sus obras oficiales de este periodo incluyeron varias esculturas para el Estadio Olímpico de Berlín de 1936.
Albert Speer se refirió a Thorak como "más o menos mi escultor, quien frecuentemente diseñaba estatuas y relieves para mis edificios" y "quien creó el grupo de figuras para el pabellón alemán de la Exposición Universal de París. Su estatua Camaradería erigida en el exterior del pabellón, representaba a dos enormes figuras varoniles desnudas, apretando manos y mostrándose desafiantes uno al lado del otro, en una pose de racial camaradería.
Debido a su preferencia por las esculturas neoclásicas musculosas desnudas, Thorak también era conocido como "Profesor Tórax". Pueden apreciarse influencias expresionistas en su estilo generalmente neoclásico.

## "Caballos al paso" en la Cancillería del Reich
El 20 de mayo de 2015, dos esculturas de Thorak, un par de "caballos al paso" colosales que en su momento se erigieron en el exterior de la Cancillería del Reich construido por Albert Speer en Berlín, aparecieron durante una redada policial en un almacén de Bad Dürkheim, junto con otras obras de arte nazis. Los caballos desaparecieron en 1989 de una planta de unos cuarteles en Eberswalde al noreste de Berlín, donde habían permanecido desde algún momento después de la Segunda Guerra Mundial.